# فلفل دراز
فلفل دراز (نام علمی:  Piper longum L)، فلفل دراز هندی یا به فارسی «دارفلفل» که به هندی «پی پلامول» خوانده می‌شود نام یک گونه از سرده فلفل سیاه است.

## خواص
میوه آن از نظر طب سنتی گرم و خشک است و بعنوان داروی تقویت معده مورد استفاده قرار می گیرد.

## ترکیبات شیمیایی
در ریشه و بخصوص دانه های این گیاه «چاویسین» و «پی پرین» یافت می شود.

## واژه نامه
1. ↑  Chavicine
2. ↑  Piperin